# Regnum Marianum (templom)
A Regnum Marianum (magyarul: Mária Országa, szó szerint: Mária királysága) a Városligetben, az Aréna, a mai Dózsa György út mentén, a Damjanich utcával szemben álló templom volt. 1931-ben szentelték fel, 1944-ben súlyos bombatalálatot kapott, végül 1951-ben, hivatalosan a Felvonulási tér kialakítása végett a vasbeton szerkezetű épületet előbb hagyományos, majd robbantásos módszerrel lebontották. Hivatalos neve Magna Domina Hungarorum, azaz Magyarok Nagyasszonya volt, népszerűbb nevét az építést kezdeményező szervezet nevéről (Regnum Marianum Katolikus Közösség Egyesület) kapta.

## Története
Az erzsébetvárosi plébániának a Városliget felé eső részén lakó hívei messze laktak a templomtól. Ezért az ifjúság nevelésével foglalkozó Regnum Marianum Közösség épített egy kápolnát házának alagsorában (Budapest VII., Damjanich utca 50.), de ebben csak kevesen fértek el. 1901. december 8-án szentelték fel. 1919-ben az érsekség az erzsébetvárosi plébániából leválasztva megalapította a Magyarok Nagyasszonya plébániát, melynek hivatalos neve Magna Domina Hungarorum lett. Átmenetileg a Damjanich u. 50. alatt működött.
Az akkor a mai Dózsa György útig érő, Városligetből kihasított területen, a Damjanich utcával szemben kezdődött meg a templom építése. Alapkövét 1925-ben rakták le, benne a Magyarországi Tanácsköztársaság bukását is hálaadással megemlítő dokumentumot helyeztek el. A tényleges munkálatok 1926 nyarán kezdődtek Kotsis Iván tervei alapján. A kupolás épület alapterülete 1820 négyzetméter volt, erősen emlékeztetett a jeruzsálemi Szent Sír-templomra. Tornyát, egyedülálló módon a Szent Korona másolata díszítette.
Az első plébános a Regnum Marianum Közösség házfőnöke, Shvoy Lajos székesfehérvári püspök lett 1927–28-ra. A közbeszédben így lett a templom a Nagy Regnum, a kápolna a Kis Regnum. Shvoy Lajos utóda már nem regnumi atya volt, így a közösség és a plébánia elvált egymástól. Gróf Majláth Gusztáv Károly támogatásával készült el a templom, délfrancia stílusban (pénzhiány miatt a harangtorony nem készült el). 1931. június 14-én szentelte fel Serédi Jusztinián hercegprímás.
1944-ben súlyos bombatalálatot kapott.
1951. szeptember 23-án, a Felvonulási tér kialakítása, benne a Sztálin születésnapjára szánt szobor építése miatt két útban álló épület is lebontásra került, egyikük volt a templom. Emberek élőlánca próbálta megakadályozni a pusztítást, ám az ÁVH tagjai szétoszlatták a tömeget, és a templomot lebontották. (A tüntetők közül többeket kényszermunkatáborba hurcoltak, mások „csak” az állásukat veszítették el.) Az ingoványos területen, beton cölöpökre épült, vasbeton szerkezetű templom teljes bontása több mint fél évig tartott. Végül felrobbantották, és a törmeléket az altemplomba töltötték.
Ifjú regnumisták, köztük a később pappá szentelt Hajnal György, követték a maradványok sorsát, és figyelték azok nyughelyét. A templomnak még a nyomait is igyekezett eltüntetni a szocialista kultúrpolitika, fényképeit még az építészeti szakirodalomban sem engedték megjelentetni, mintha nem is létezett volna. A lerombolt templom helyét hamarosan elfoglalta a Felvonulási tér, majd később a tanácsköztársaság emlékműve. A Sztálin-szobor a közhiedelemmel ellentétben kissé odébb, a mai Városligeti fasor tengelyében állt, a templomtól mintegy 200 méterre, a Hősök tere irányában.

## Utóélete

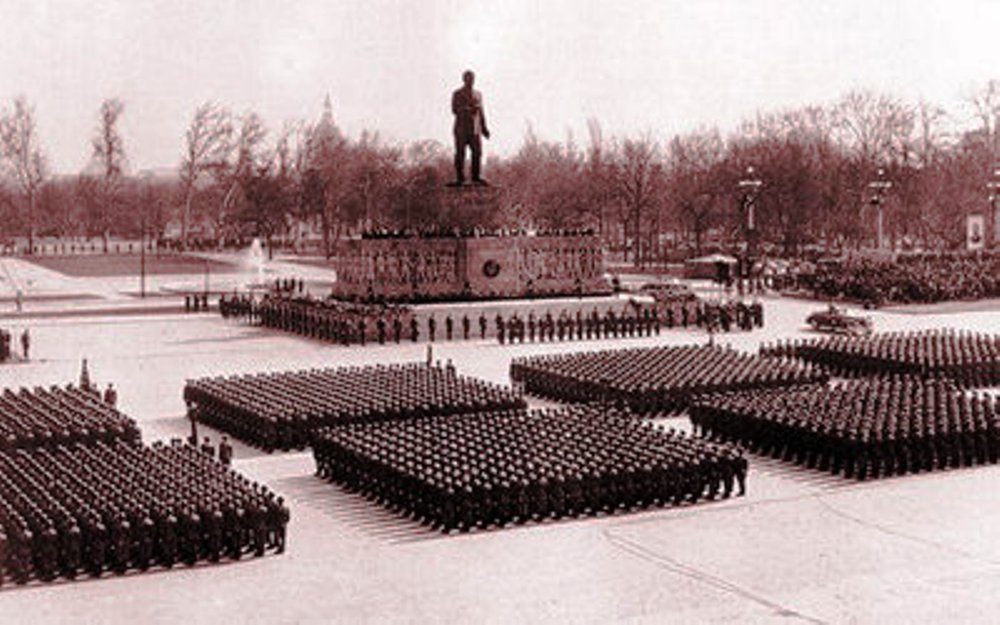
A Regnum Marianum templom lebontása után épített Sztálin-szobor. A szobor a közvélekedéssel szemben nem a templom helyén, hanem attól mintegy 200 méterre állt

Mivel 1990-ben még élt a rendelet, hogy új templom építésére nem adható engedély, ezért Paskai László bíboros jogutód plébániatemplom építésére adott megbízást Hajnal György atyának. Így a templom jogutódjaként épült fel Zuglóban a Zoborhegy téri Regnum Marianum templom és közösségi ház. A plébánia közösségi házát 1991 novemberében, templomát 1995 júniusában kezdték építeni.
Az új templom építkezésének megkezdésekor, három méter mélyről Hajnal atya ásatta ki és szállíttatta az új plébánia kertjébe a városligeti templom néhány tartóelemét, az új templomba pedig két kövét mementóul. Az új plébánián – a „regnumos” szellemiségnek megfelelően – kiemelt hangsúlyt kap a fiatalokkal és közösségeikkel való foglalkozás, dr. Hajnal György kanonok-plébános vezetésével. 1995-ben a városligeti Magyarok Nagyasszonya plébánia területét felosztották a szomszédos plébániák között.
2000. november 5-e óta egyszerű fakereszt jelzi a volt templom helyét, amit felállítása óta többször megrongáltak. A templom padjai a terézvárosi Szent Család-plébániatemplomba kerültek, ahol azóta is használják őket. Kisharangja 2005 óta a dióspusztai (Somogyapáti) Szent Mihály-kápolnában van használatban.
2011-ben a Váralja Szövetség szorgalmazta a Regnum Marianum-templom ismételt felépítését, annak eredeti helyén.
2014-ben a Magyar Patrióták Közössége kezdeményezte, hogy a templom helyén – az altemplom helyreállításával – méltó történelmi emlékhely jöjjön létre. A kormány 2015-ben jelezte, hogy megvalósítja az elképzelést.